# Triton Aalborg
Der BK Triton Aalborg ist ein dänischer Badmintonverein aus Aalborg.

## Geschichte
Der BK Triton Aalborg wurde 1939 gegründet. Dem Verein gelang 1987 sein größter internationaler Vereinserfolg, als man im Finale des Badminton-Europapokals den schwedischen Favoriten BMK Aura mit 4:3 Sätzen schlug. Auf nationaler Ebene gewann der Verein zahlreiche Mannschafts- und Einzeltitel.

## Erfolge
| Saison    | Veranstaltung                                    | Disziplin    | Platz | Name                                                                  |
| --------- | ------------------------------------------------ | ------------ | ----- | --------------------------------------------------------------------- |
| 1963/1964 | Dänemark: Einzelmeisterschaften der Junioren U15 | Dameneinzel  | 1     | Lotte Berend, Triton, Aalborg                                         |
| 1964/1965 | Dänemark: Einzelmeisterschaften                  | Herrendoppel | 1     | Erland Kops, Københavns BK / Carsten Morild, Triton Aalborg           |
| 1967/1968 | Dänemark: Einzelmeisterschaften der Junioren U19 | Damendoppel  | 1     | Lotte Berend, Triton / Annie Bøg Jørgensen, abc Aalborg               |
| 1978/1979 | Dänemark: Einzelmeisterschaften                  | Herrendoppel | 1     | Mogens Neergaard / Kenneth Larsen, Triton, Aalborg                    |
| 1978/1979 | Dänemark: Einzelmeisterschaften der Junioren U19 | Damendoppel  | 1     | Kirsten Larsen, Triton / Kirsten Meier, Gentofte                      |
| 1978/1979 | Dänemark: Einzelmeisterschaften der Junioren U19 | Herrendoppel | 1     | Jens Peter Nierhoff, Triton / Torben Christensen, Thisted             |
| 1978/1979 | Dänemark: Einzelmeisterschaften der Junioren U19 | Herreneinzel | 1     | Jens Peter Nierhoff, Triton, Aalborg                                  |
| 1979/1980 | Dänemark: Einzelmeisterschaften der Junioren U17 | Mixed        | 1     | Mark Christiansen, Triton Aalborg / Dorte Kjær, Greve                 |
| 1979/1980 | Dänemark: Einzelmeisterschaften der Junioren U17 | Herrendoppel | 1     | Mark Christiansen, Triton Aalborg / Ulrik Jensen, Odense              |
| 1979/1980 | Dänemark: Einzelmeisterschaften der Junioren U17 | Herreneinzel | 1     | Mark Christiansen, Triton Aalborg                                     |
| 1979/1980 | Dänemark: Einzelmeisterschaften der Junioren U19 | Damendoppel  | 1     | Kirsten Larsen, Triton / Lise Kissmeyer, Højbjerg                     |
| 1979/1980 | Dänemark: Einzelmeisterschaften der Junioren U19 | Herrendoppel | 1     | Henrik Borgaard, Brande / Jørgen Christensen, Triton                  |
| 1979/1980 | Dänemark: Mannschaftsmeisterschaft               | Mannschaft   | 1     | Badmintonklubben Triton                                               |
| 1980/1981 | Dänemark: Einzelmeisterschaft der Amateure       | Herrendoppel | 1     | Jan Hammergaard Hansen, Hvidovre BC / Kenneth Larsen, Triton, Aalborg |
| 1980/1981 | Dänemark: Einzelmeisterschaften der Junioren U19 | Mixed        | 1     | Mark Christiansen, Triton / Dorte Kjær, Greve                         |
| 1980/1981 | Dänemark: Einzelmeisterschaften der Junioren U19 | Herrendoppel | 1     | Michael Kjeldsen, Gentofte / Mark Christiansen, Triton                |
| 1981/1982 | Dänemark: Einzelmeisterschaften der Junioren U17 | Damendoppel  | 1     | Gitte Paulsen, Triton, Aalborg / Gitte Søgaard Jensen, Viborg         |
| 1981/1982 | Dänemark: Mannschaftsmeisterschaft U16           | Mannschaft   | 1     | Badmintonklubben Triton                                               |
| 1981/1982 | Dänemark: Einzelmeisterschaft der Amateure       | Herreneinzel | 1     | Jens Peter Nierhoff, Triton Aalborg                                   |
| 1981/1982 | Dänemark: Einzelmeisterschaft der Amateure       | Herrendoppel | 1     | Jens Peter Nierhoff, Triton, Aalborg / Jesper Helledie, Hvidovre BC   |
| 1981/1982 | Dänemark: Einzelmeisterschaften der Junioren U19 | Mixed        | 1     | Mark Christiansen, Triton / Dorte Kjær, Greve                         |
| 1982/1983 | Dänemark: Einzelmeisterschaften der Junioren U17 | Mixed        | 1     | Jan Paulsen / Marian Christiansen, Triton Aalborg                     |
| 1982/1983 | Dänemark: Einzelmeisterschaften der Junioren U17 | Dameneinzel  | 1     | Lene Sørensen, Triton Aalborg                                         |
| 1982/1983 | Dänemark: Einzelmeisterschaften der Junioren U19 | Damendoppel  | 1     | Gitte Paulsen, Triton / Gitte Søgaard, Højbjerg                       |
| 1982/1983 | Dänemark: Einzelmeisterschaften der Junioren U19 | Dameneinzel  | 1     | Dorthe Lynge, Triton                                                  |
| 1982/1983 | Dänemark: Einzelmeisterschaften der Junioren U17 | Damendoppel  | 1     | Charlotte Jacobsen, Horsens / Marian Christiansen, Triton             |
| 1983/1984 | Dänemark: Einzelmeisterschaft der Amateure       | Herrendoppel | 1     | Michael Kjeldsen, Gentofte BK / Mark Christiansen, Triton, Aalborg    |
| 1983/1984 | Dänemark: Einzelmeisterschaft der Amateure       | Mixed        | 1     | Mark Christiansen, Triton Aalborg / Hanne Adsbøl, Lyngby BK           |
| 1983/1984 | Dänemark: Einzelmeisterschaften der Junioren U19 | Dameneinzel  | 1     | Lene Sørensen, Triton                                                 |
| 1983/1984 | Dänemark: Einzelmeisterschaften der Junioren U19 | Mixed        | 1     | Anders Nielsen, Greve / Gitte Paulsen, Triton                         |
| 1983/1984 | Dänemark: Mannschaftsmeisterschaft               | Mannschaft   | 1     | Badmintonklubben Triton                                               |
| 1984/1985 | Dänemark: Einzelmeisterschaft der Amateure       | Mixed        | 1     | Ib Frederiksen / Gitte Paulsen, Triton Aalborg                        |
| 1984/1985 | Dänemark: Einzelmeisterschaften                  | Herreneinzel | 1     | Torben Carlsen, Triton Aalborg                                        |
| 1984/1985 | Dänemark: Einzelmeisterschaften                  | Herrendoppel | 1     | Michael Kjeldsen, Gentofte BK / Mark Christiansen, Triton Aalborg     |
| 1984/1985 | Dänemark: Einzelmeisterschaften der Junioren U19 | Herrendoppel | 1     | Jan Paulsen, Triton / Lars Pedersen, Greve                            |
| 1984/1985 | Dänemark: Einzelmeisterschaften der Junioren U19 | Mixed        | 1     | Jan Paulsen / Tina Nielsen, Triton, Aaiborg                           |
| 1984/1985 | Dänemark: Einzelmeisterschaften                  | Mixed        | 1     | Steen Fladberg, Køge / Gitte Paulsen, Triton Aalborg                  |
| 1984/1985 | Dänemark: Einzelmeisterschaften der Junioren U19 | Dameneinzel  | 1     | Lene Sørensen, Triton                                                 |
| 1984/1985 | Dänemark: Einzelmeisterschaften der Junioren U19 | Damendoppel  | 1     | Lotte Olsen, Greve / Lene Sørensen, Triton                            |
| 1984/1985 | Dänemark: Einzelmeisterschaft der Amateure       | Herrendoppel | 1     | Torben Carlsen / Mark Christiansen, Triton, Aalborg                   |
| 1985/1986 | Dänemark: Einzelmeisterschaften                  | Mixed        | 1     | Steen Fladberg, Køge / Gitte Paulsen, Triton Aalborg                  |
| 1985/1986 | Dänemark: Einzelmeisterschaften                  | Herrendoppel | 1     | Michael Kjeldsen, Gentofte BK / Mark Christiansen, Triton Aalborg     |
| 1985/1986 | Dänemark: Einzelmeisterschaft der Amateure       | Herrendoppel | 1     | Nils Skeby, Triton, Aalborg / Jan Hammergaard Hansen, Hvidovre BC     |
| 1985/1986 | Dänemark: Einzelmeisterschaften der Junioren U19 | Damendoppel  | 1     | Anna Marie Laursen, Randers / Trine Sørensen, Triton                  |
| 1986/1987 | Dänemark: Einzelmeisterschaften                  | Herrendoppel | 1     | Jan Paulsen, Triton, Aalborg / Steen Fladberg, Køge                   |
| 1986/1987 | Dänemark: Einzelmeisterschaft der Amateure       | Damendoppel  | 1     | Grete Mogensen, Højbjerg BK / Gitte Paulsen, Triton Aalborg           |
| 1986/1987 | Dänemark: Einzelmeisterschaften                  | Damendoppel  | 1     | Steen Fladberg, Køge / Gitte Paulsen, Triton Aalborg                  |
| 1986/1987 | Dänemark: Einzelmeisterschaft der Amateure       | Mixed        | 1     | Jan Paulsen / Gitte Paulsen, Triton Aalborg                           |
| 1987/1988 | Dänemark: Mannschaftsmeisterschaft               | Mannschaft   | 1     | Badmintonklubben Triton                                               |
| 1987/1988 | Dänemark: Einzelmeisterschaften                  | Herreneinzel | 1     | Michael Kjeldsen, Triton Aalborg                                      |
| 1987/1988 | Dänemark: Einzelmeisterschaften                  | Mixed        | 1     | Mark Christiansen / Marian Christiansen, Triton, Aalborg              |
| 1987/1988 | Dänemark: Einzelmeisterschaften der Junioren U15 | Herreneinzel | 1     | Thomas Christensen, Triton, Aalborg                                   |
| 1987/1988 | Dänemark: Einzelmeisterschaften                  | Herrendoppel | 1     | Michael Kjeldsen, Triton, Aalborg / Jens Peter Nierhoff, Hvidovre BC  |
| 1988/1989 | Dänemark: Einzelmeisterschaften                  | Herrendoppel | 1     | Michael Kjeldsen, Skovshoved IF / Mark Christiansen, Triton, Aalborg  |
| 1989/1990 | Dänemark: Einzelmeisterschaften der Junioren U19 | Dameneinzel  | 1     | Anne Søndergard, Triton                                               |
| 1990/1991 | Dänemark: Einzelmeisterschaften der Junioren U19 | Dameneinzel  | 1     | Anne Søndergard, Triton                                               |
| 1991/1992 | Dänemark: Einzelmeisterschaften der Junioren U13 | Herrendoppel | 1     | Thomas Røjkjær / Kristian Børsting, Triton                            |
| 1991/1992 | Dänemark: Einzelmeisterschaften der Junioren U13 | Herreneinzel | 1     | Thomas Røjkjær, Triton                                                |
| 1991/1992 | Dänemark: Einzelmeisterschaften der Junioren U19 | Damendoppel  | 1     | Mette Sørensen / Ingrid Pedersen, Triton                              |
| 1992/1993 | Dänemark: Einzelmeisterschaften der Junioren U19 | Dameneinzel  | 1     | Mette Sørensen, Triton                                                |
| 1992/1993 | Dänemark: Einzelmeisterschaften der Junioren U19 | Damendoppel  | 1     | Rikke Olsen, Greve / Mette Sørensen, Triton                           |
| 1993/1994 | Dänemark: Einzelmeisterschaften der Junioren U15 | Herrendoppel | 1     | Thomas Røjkjær / Christian Børsting, Triton                           |
| 1993/1994 | Dänemark: Einzelmeisterschaften der Junioren U13 | Damendoppel  | 1     | Amalie Fangel, Århus / Gry Uhrenholt, Triton                          |
| 1995/1996 | Dänemark: Einzelmeisterschaften der Junioren U15 | Mixed        | 1     | Anders Gavnholt, Viby J / Gry Uhrenholt, Triton                       |
| 2001/2002 | Dänemark: Einzelmeisterschaften der Junioren U19 | Damendoppel  | 1     | Kamilla R. Juhl, Triton / Lena F. Kristiansen, Randers                |
| 2005/2006 | Dänemark: Einzelmeisterschaften der Junioren U19 | Herreneinzel | 1     | Jan Ø. Jørgensen, Triton Aalborg                                      |